# TMK 101
TMK 101 oznaka je za tip tramvaja koji je razvio i isprva proizvodio ZET Zagreb, a proizvodnju je kasnije preuzela tvornica Đuro Đaković u Slavonskom Brodu. Vozila su bila u uporabi u Zagrebu, Osijeku i Beogradu.

## Povijest
Prvi prototip ovog tramvaja proiveden je 1951. u ZET-ovim radionicama, i isto tako još dva prototipa u sljedećih nekoliko godina. Serijska je proizvodnja predana tvornici Đuro Đaković i započela je 1957. godine, a trajala do 1965. 

### Zagreb
U Zagrebu je korišten ukupno 71 primjerak, od toga tri prototipa koja je ZET proizveo, 60 vozila koja je proizveo ĐĐ, i 8 vozila proizvedenih u ĐĐ-u naknadno nabavljena iz Osijeka. Prvi veći rashod dogodio se sredinom 90-ih godina kada su nabavljani polovni tramvaji tipa GT6 (kao privremeno rješenje), a od 2005.dolaskom novog tipa TMK 2200 model se postupno povlačio iz uporabe. Većina vozila rashodovana je do 2007. Od ljeta 2007. tramvaji tipa 101 nisu u redovnom rasporedu i upotrebljavaju samo povremeno. Iako je nekoliko vozila još u voznom stanju i spremno za korištenje, od prosinca 2008. potpuno izbačeni iz prometa. Pojedini primjerci su sačuvani kao muzejski.
ZET je nabavio i 110 pripadajućih prikolica (do sredine 2000-ih godina dio ih je vozio i s dvije prikolice), uz to da je kasnije došlo još nekoliko rabljenih prikolica iz Beograda.

### Osijek
Tipizacijom GPP-ovog tramvajskog voznog parka vozilima ČKD-Tatra T3, tramvaji tipa 101 postali su nepotrebni, i tamošnjih 8 primjeraka 1972. prodano je ZET-u.

## Čuvanje
ZET je sačuvao i preuredio prototip ovog tipa tramvaja (garažnog broja 101) uz pripadajuću prikolicu TP4 (garažnog broja 592) kao dio tehničke baštine i za korištenje u turističke svrhe.
Motorna kola garažnog broja 164 koja su bila preuređena u suvenirnicu i nalazila se pokraj Tehničkog muzeja, sada se nalaze u spremištu Trešnjevka i čuvaju se s namjerom da 164 postane drugi muzejski tramvaj. Također, preuređuje se prikolica TP4 garažnog broja 600. Postoji incijativa da se primjerak (ili više primjeraka) preostalih osječkih TMK 101 prebaci natrag u Osijek, gdje bi bili korišteni kao turistički povijesni tramvaji.

## Poveznice
- TMK 200
- TMK 201
- Tramvajski promet u Zagrebu

## Vanjske poveznice
- Generalna rasprava o željeznicama i tramvajima, kao i o peticiji vraćanja tramvaja u Osijek  Arhivirana inačica izvorne stranice od 17. prosinca 2007. (Wayback Machine)
- Glas Slavonije o akciji vraćanja tramvaja
- Daljnje informacije o povijesti i karakteristikama tramvaja u Zagrebu  Arhivirana inačica izvorne stranice od 7. prosinca 2007. (Wayback Machine)